# 广州市南武中学
广州市南武中学，是位于中国广东省广州市的一所全日制中学。南武中学分南北两个校区，北校区是高中部，南校区是初中部。占地共3.3万平方米，建筑面积3.7万平方米，在校学生3000余人。

## 历史

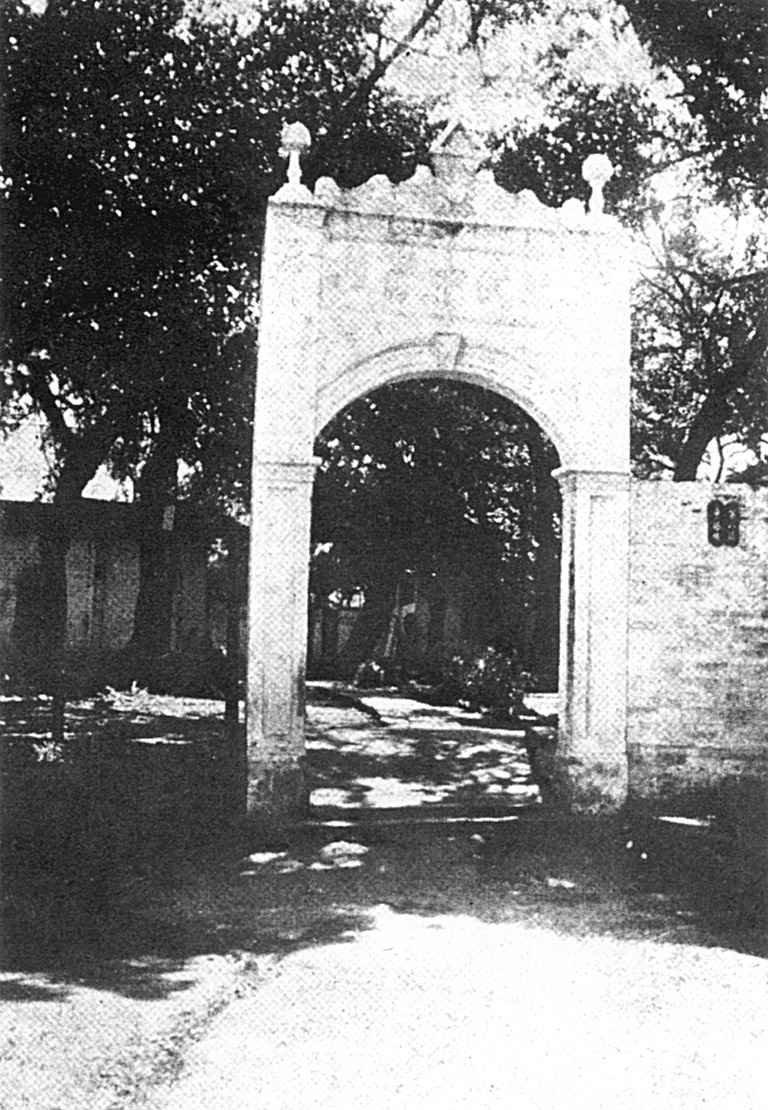
位於廣州河南的私立南武學堂校門。

民國前十一年（1901）春，由黃晦閔、楊漸逵、黃漢蓴、歐陽日瑚、李蘊石、謝英伯、何錫朋、黃培初、鄭懷昌、黃小唐、黃仲和諸先生所發起的「群學書社」，位於河南龍溪首約，作修學勵行的用途，因地方不夠，遂遷於海幢寺的圓照堂，加以擴充，易名為南武公學會。後由各人捐資、捐書、成立群眾閱書報處，包括中外各種時報刊物等。公學會內分設編輯、辯論、體育三部。此時，廣州辦學之風漸盛，河北則有時敏、啟明等私立學堂相繼而起。河南僻處南郊一隅，風氣未開，除私塾外無一學堂。公學會同人有見及此，故又增設教育一部為籌備學堂之始。遂在圓照堂之附殿闢一課室，先召同人子弟10餘人，以為實施教育之基礎，時在民前七年（1905）春正月15日（即公曆三月三日，故後來定此日為校慶日）開學，學生男女均有，是開廣州男女同校之先河。為普及教育起見，在公學會之智育部附設一校，是為南武兩等小學堂。當時議定章程，初等小學學級五年，高等小學學級三年，由公學會同人分任教職，而以謝華國為首任校長，並向廣東省學務處呈請備案。
民前六年（1906年）10月26日由廣東省學務處轉番禺縣署頒發「南武兩等小學堂鈐記」一顆，遂為南武學堂立案之始。為劃一整齊起見，與私塾有別，各生上課均穿著操衣（即校服）。校之南為海幢寺的諸天閣，前為天演公司粵劇訓練所，適是年停辦，商得寺僧允許，租借諸天閣一部以擴充房舍。閣下設教室二間，校務室、校長室各一間，閣上為學生宿舍。民前五年（1907）7月，為初等小學第一屆畢業，當時反清潮日益高漲，謝校長因赴南洋鼓吹革命的任務而辭去校長職務。民前六年（1906）3月，預聘上海人鏡學社社長何劍吳先生回粵擔任校長。民前五年（1907），因女童入學日眾，不便收錄，特在耀龍里租得民房另為校址，所有經費概由公學會擔任，稱為「南武女校」，是為潔芳女校之前身。第六學期開辦高等小學一班，則以上學期畢業生晉升，因該期畢業生對中、英、數三科已超過初小程度以上。民前三年（1909）第九學期即有高等、初等各一班畢業，為隆重其事起見，當時已呈報提學司請派員監考，但提學司以開班時未有將學生花名冊呈報為詞，故未得批准（按清季科舉廢後高等小學畢業即有秀才之學位），是官方故意留難。學堂當局只得自行籌備舉行兩等小學畢業盛大典禮，以示慶祝。民國元年（1912）春，為添辦中學級，遂更名為南武中學，附以南武小學，並設中學預科，以為歸國華僑及逾年失學兒童補習不及標準之主要科目，以便升入中學者。同時訂定以「堅忍奉公，力學愛國」八字為校訓。因學生人數大增，經同人募捐得款，開掘烏龍崗，擴大操場，又在圓照堂上加蓋新樓一座，對批借海幢寺前荒地及魚塘為農事訓練場，並商借觀音殿後大荒地以為球場，學校始具規模。
民國廿七年（1938）秋，廣州淪陷，南武校董逃至港澳的有10餘人，由陳彥、陳謹以公學會副會長的名義召集留港澳諸董事及同學商議在港復校事。到會者有：朱肅靄、楊漸逵、歐陽日瑚、何琳、郭誌廣、黃士勤、何劍吳、姚覺庵、郭熙棠、麥漢興、陳彥、陳謹等，議決在港復校。民國廿八年（1939）1月，租得香港九龍深水埗南昌街南中中學舊址，開辦香港南武中學，郭熙棠任校長，只辦初中及小學，學生有300餘人，並在僑委會備案。是年7月14日，劍吳老師因年老積勞病逝於廣華醫院，社會人士大為惜之。三十年（1941）冬，香港淪陷，人員星散，校具洗劫一空，港校停辦。
1942年南武部分董事在粤北韶关复办“私立南武中学”。
1945年抗战胜利，南武中学迁回广州同福中路原址办学。
中国共产党建政後，南武原為私立學校，因中共禁止任何的私立學校，公學會、董事會只好議定「獻校」，於1952年7月由郭熙棠校長率同全校員生作獻校之舉，至此南武被當局充公「接管」。而南武小學則在增辦幼稚園不久後同樣被充公。1956年8月28日，河南區文教科通知，南武小學和海幢小學「合併」，改為廣州市河南區南華中街第二小學，仍以何琳擔任校長。
被接管後的南武先后被當局更名为广州市财经技术学校和广州市财政学校。
1952年位于西湖路（校址在今越秀区西湖路83号广州市教育局内）的广州市市立第一职业学校并入南武中学校址，改名为广州市财经技术学校，原南武中学学生被转到新建的广州市第五中学就读。
1954年广州市财经技术学校改名为广州市财经学校。
1954年秋复办完全中学，定名为广州市第十九中学。
1960年与广州市第三十三中学和龙溪南小学两校合并，定名为广州市实验学校，是当时全国十间实验学校之一。
1968年文化大革命期间学校被当局改为广州市第五十八中学。
1984年复名为广州市南武中学。1996年学校被批准为“广州市一级学校”。2002年评为“广东省一级学校”。2013年，获得“广东省示范性高中”称号。
2000年，南武中学在力学楼创办国有民办性质的“南武实验学校”，2001年东晓路南武实验学校校舍落成并搬迁。

## 校名意义
“南武”有三层意思：
- “南武城”是周代文章典制，代表古代文明[來源請求]；
- “南武”是广州第二古老的名称，是广东人亲手建立的名城；（据相关知情教师说法，该观点为校方自行作出的解释，未有考据）
- “南武”二字代表广州人英爽、文明、勤劳、勇敢、坚忍等优良性格；

## 校训由来
“坚忍奉公，力学爱国”八字校训为南武创办初期始，一直沿用至今，校训引自反清革命烈士陈天华之语。八字校训体现了学校把培养学生坚毅的意志，奉公的精神，勤学的态度，爱国的思想放在首位和为振兴中华努力培养德、智、体、美、劳全面发展的一代新人的精神。

## 校歌
《南武校歌》
（南武之光已弃用，现歌词如下）
二十世纪启文明，亚东古国振先声
五岭之山脉秀且容，珠江之流域远且深
辉珠美誉诞此群英，聚兹一堂济且莘
欧风美雨迫人来，留得大家身尚在
安危虽涨出群才，文经武纬好安排
晓日瞳瞳大道开，国旗招展庄严界
携手同登世界大舞台，增我南武之崔巍

## 著名校友

### 戲曲界(有待考證)
- 江誉镠：別号南海十三郎，著名粤剧编剧家

### 军政界
- 谢英伯：首任校长，中国同盟会广东支部部长
- 潘达微：著名民主革命家，早年加入兴中会，随后即加入同盟会，成为中华民国国父孙中山的挚友。曾参加黄花岗起义，失败后冒生命危险将七十二烈士遗骸礼葬于黄花岗
- 谭天度：历任广东省西江公署专员、广东省民族事务委员会主任、省委统战部部长、广东省政协主席
- 温生才：早年参加辛亥革命，因刺杀清朝政府广东巡抚李琦而壮烈献身

### 学术教育界
- 曾昭璇：华南师范大学教授、中山大学客座教授、第六届全国政协委员
- 黄晦闻（黄节）：著名诗人、历史学家，曾任北京大学文学院教授、清华大学研究院导师
- 何剑吴：历任广东省教育会会长、广州市督学局局长、广东省尚武体育会长、新加坡坡养正中学校长等职，被誉为我国著名平民教育家

### 艺术传媒界
- 高剑父：岭南画派创始人之一，中外著名的岭南画家
- 石堅：香港已故男演員
- 列孚（王凱南）：中國著名影評人、編劇、配音員及影視製作人

### 体育界
- 李明德：1921年远东运动会中华排球队领队
- 谢杏芳：奥运会羽毛球冠军
- 张洁雯：世界羽毛球冠军

### 商界
- 胡漢輝：香港黃金商人[2]